# The Bulldog

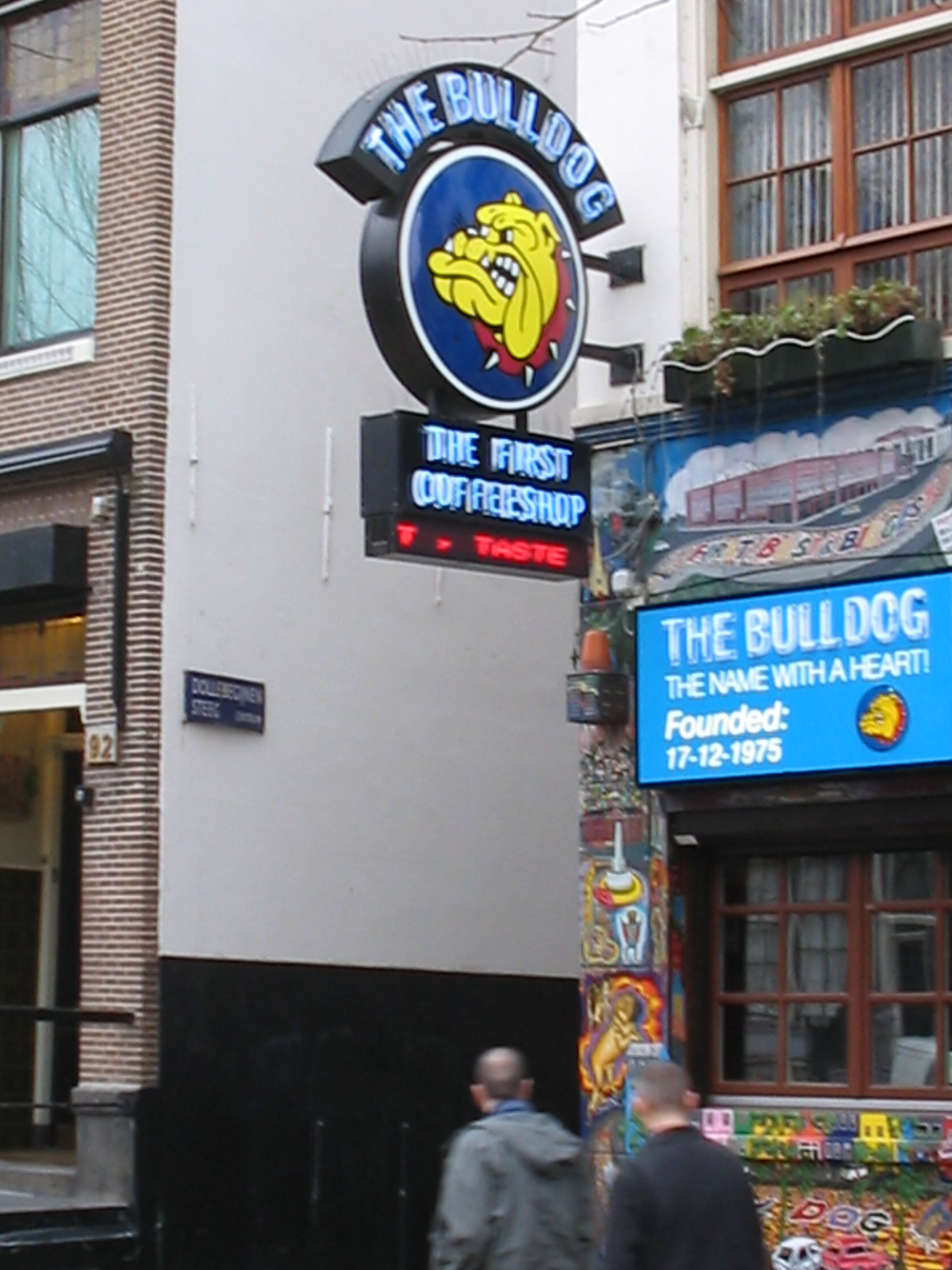
Coffeeshop The Bulldog op de Wallen

The Bulldog is een Amsterdams bedrijf dat vooral coffeeshops exploiteert maar ook andere horecaondernemingen in Amsterdam, Rome, Spanje en Canada beheert.
De onderneming heeft een eigen merchandiselijn bestaande uit een eigen kledinglijn, rookwaar-accessoires en souvenirs.
Het logo bestaat uit een getekende bulldog in cartoonstijl in een rond kader.

## Geschiedenis
Oprichter Henk de Vries (1950), een van de belangrijkste en invloedrijkste cannabisondernemers van Nederland, begon in 1970 met de verkoop van wiet op het popfestival in het Kralingse Bos. Eind 1975 nam hij de winkel van zijn vader over, een seksshop op de Wallen. Hij vormde de winkel om tot coffeeshop en dat was het begin van een zich langzaam uitbreidend bedrijf. Enkele jaren later begon het bedrijf met de productie van vloeitjes. Ooit maakte een videotheek deel uit van het bedrijf. In 1985 opende de Bulldog op het Leidseplein in een voormalig politiebureau verschillende zaken. Vanaf 1997 verkocht het bedrijf zijn energiedrank in haar horecagelegenheden en in 2001 werd een begin gemaakt met internationale distributie. In 2010 bepaalde een rechter dat The Bulldog zijn energiedrankje uit de handel moest nemen omdat het te veel leek op Red Bull.
In hoger beroep gaf de rechter The Bulldog gelijk en mogen zij hun energiedrank opnieuw op de markt brengen. 
In november 2008 werd bekend dat The Bulldog op het Leidseplein en enkele andere coffeeshops in 2013 zou moeten sluiten, wegens de nabijheid van het Barlaeus Gymnasium en het verscherpte beleid omtrent de afstand tussen coffeeshops en scholen. 
Door een rekenfout van de Gemeente Amsterdam mocht The Bulldog uiteindelijk toch blijven. 
In een rechtszaak omtrent een domeinnaam waarvan de cassatietermijn verliep in januari 2013, oordeelde de rechter dat het logo niet origineel is, omdat het geënt is op een Bulldog stripfiguur die in 1940 door auteursrechthebbende Walt Disney is ontworpen.

## Ondernemingen
In Amsterdam bezit het bedrijf vijf coffeeshops, drie cafés, een loungebar, een hotel en drie kleding- en souvenirwinkels. 
Op Silver Star Mountain Resort in Brits-Columbia (Canada) bezit het bedrijf een café, een hotel en verhuurt vakantiewoningen.
In Spanje bezit het bedrijf twee Social Clubs.
In Rome (Italië) bezit het bedrijf een Cocktail bar en een Restaurant.

## Varia
- Ziggi nam een videoclip op in The Bulldog.
- Voor Lijst 0 interviewde Katja Schuurman Ali G in de lounge-bar van The Bulldog.
- Ruben van der Meer nam er een reclamefilmpje op voor de Bulldog Energy Drink.
- The Bulldog wordt bezongen in het het nummer "Amsterdam" van de Amerikaanse rockband Van Halen.
- De Bulldog Coffeeshop in Oakland (Californië) is geen onderdeel van het Amsterdamse bedrijf, maar is wel vernoemd naar de Amsterdamse coffeeshop en gebruikt een gelijkend logo. De Oaklandse shop was het tweede openlijke cannabisverkooppunt in Oakland, dat vanwege zijn liberale beleid met betrekking tot medicinale marihuana ook wel Oaksterdam wordt genoemd.